# Завалевская Диброва
Завалевская Диброва (укр. Завалівська Діброва; до 2024 года — Червоная Диброва) — село в Каменец-Подольском районе Хмельницкой области Украины.
Население по переписи 2001 года составляло 90 человек. Почтовый индекс — 32360. Телефонный код — 3849. Занимает площадь 0,235 км².

## Местный совет
32337, Хмельницкая обл., Каменец-Подольский р-н, с. Завалье